# 青森県道115号川除木造線
青森県道115号川除木造線（あおもりけんどう115ごう かわよけきづくりせん）は、青森県つがる市を通る一般県道である。

## 概要
つがる市木造川除で青森県道43号五所川原車力線から南西方向へ分岐し、つがる市木造清水の青森県道187号越水木造線交点に至る。

### 路線データ
- 起点：つがる市木造川除[1]
- 終点：つがる市木造[1]

## 歴史
- 1961年（昭和36年）2月10日 - 県道に認定される[1]。

## 地理

### 交差する道路
- 青森県道43号五所川原車力線（つがる市木造川除、起点）
- 青森県道162号再賀木造線（つがる市木造芦沼）
- 青森県道114号菰槌木造線（つがる市木造藤田）
- 青森県道187号越水木造線（つがる市木造清水、終点）

### 沿線の施設など
- あづましの里温泉